# Veliki požar u Varaždinu 1776.
Veliki požar u Varaždinu 1776. bio je požar velikih razmjera koji se dogodio 25. travnja 1776. u Varaždinu u tadašnjoj Habsburškoj Monarhiji, danas Hrvatska. Hrvatsko kraljevsko vijeće na poticaj carice Marije Terezije zasjedalo je u Varaždinu od 1767. godine. Grad je tako bio glavni grad Hrvatske. Varaždin je tada i najveći grad u Kraljevstvu, s 5000 stanovnika daleko premašuje i Zagreb i Karlovac, te se s njime mogu usporediti samo gradovi Jadranske obale. Požar iz 1776. godine teško je pogodio Varaždin i dovest će do trajnog preseljenja hrvatske vlade u Zagreb.

## Tijek događaja
Požar je izbio na gradskom majuru gdje je skupina kmetova gasila vapno. Jedan od njih bio je Jakob Verček, četrnaestogodišnji mladić iz obližnjeg sela Sračinec. Unatoč važećoj zabrani pušenja, pošto ga je zabolio zub, pušio je duhan, jer se tada smatralo da duhan ima ljekovita svojstva. I tako je Jakob sa zapaljenim duhanom krenuo u potragu za posudom u kojoj bi mogao nositi vodu za gašenje vapna. Našao je škaf (kantu) u kojoj se nosio napoj za svinje. Kad je uzeo kantu, prema njemu je krenula krmača koja je pomislila da joj nosi hranu. Jakob se prepao, pobjegao pred krmačom, posrnuo i pao sa zapaljenim duhanom u kup slame, te izazvao požar. Na jakom vjetru, te suhom vremenu, vatra se iz tadašnje ulice Dugi konec (današnja Zagrebačka ulica) proširila prema središtu grada i sjevernom predgrađu. Situaciju je pogoršala eksplozija baruta koja je u većoj količini bila uskladištena u prostorijama trgovca Jakominija.

## Posljedice
Prije požara unutar gradskih zidina bilo je 113 kuća, 256 kuća u sjevernom i 245 u južnom predgrađu. Unutar gradskih zidina uništeno je ukupno 70 domova, dok je 11 kuća djelomično oštećeno. Neoštećene su ostale 32 kuće. U sjevernom predgrađu potpuno je uništeno 111 kuća, a u južnom 135 kuća. U požaru koji je trajao do 28. travnja, od 501 kuće izgorjelo je njih 385. Veliki dio stanovništva je nakon požara napustio grad.
Varaždinska uprava je nakon ove katastrofe tražila pomoć okolnih općina i gradskih središta. Procijenjeno je da će za obnovu grada biti potrebno 50 000 forinti. Sam grad uskoro postaje veliko gradilište i kreće obnova. Današnje središte Varaždina svoj izgled može zahvaliti obnovi nakon ovog požara.
Nakon požara, mladić koji je izazvao požar osuđen je na dvanaest udaraca na glavnom varaždinskom trgu i na dvanaest udaraca u rodnom selu Sračinec. Danas, kao spomen na taj događaj, u spomenutom selu postoji spomenik s likom dječaka kako bježi od krmače.
Carica Marija Terezija dala je gradu porezne olakšice na tri godine, te zajam od 20.000 forinti, a nekoliko je majstora angažirano da obnove dotad teško oštećenu prijestolnicu Hrvatske. Dana 17. lipnja 1864., kao posljedica ovog i prijašnjih požara, u Varaždinu je osnovano prvo dobrovoljno vatrogasno društvo u Hrvatskoj.